# Loggia del Consiglio (Padova)
La Loggia del Consiglio, conosciuta anche come Loggia della Gran Guardia, è un edificio rinascimentale che si affaccia su Piazza dei Signori a Padova. Fu realizzata a partire dal 1491 come sede del Gran Consiglio. Sorse su un progetto presentato da Annibale Maggi e la fabbrica si concluse nel 1536, secondo alcuni studi, a direzione di Giovanni Maria Falconetto. La sala superiore fu affrescata nel 1667 da Pier Antonio Torri. Durante la dominazione austriaca divenne sede della "Gran Guardia", comando militare della città.

## Storia

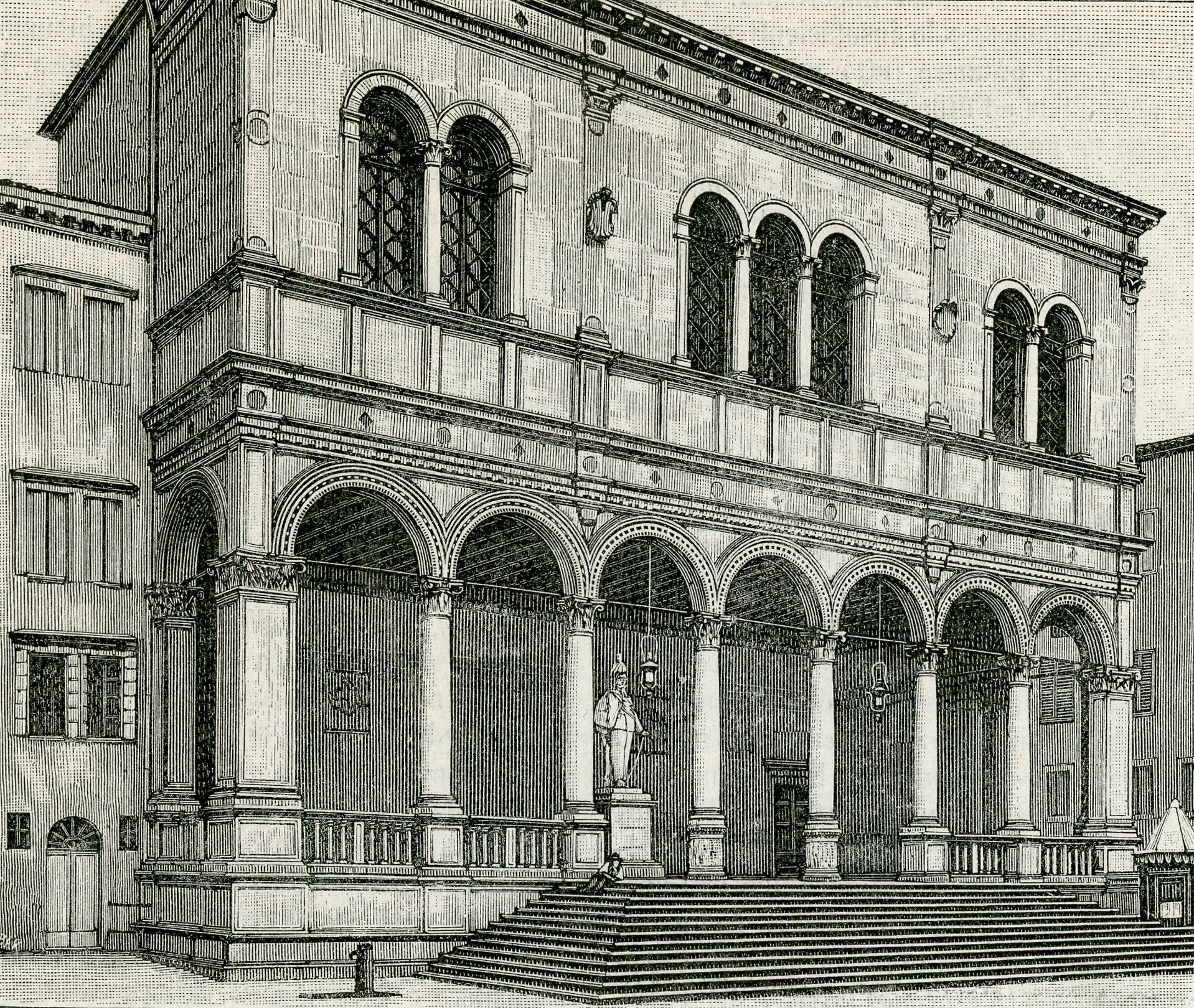
In rilievo la statua di Vittorio Emanuele II, posta nel Loggiato nel 1882 e trasferita nella rotonda dell'Esedra nel 1938 (Xilografia del XX secolo)

### Committenza
Il committente fu il Consiglio di Padova: non si tratta perciò di un singolo, ma dell'élite politica e nobiliare della città di Padova che prospetta la costruzione di una loggia, elemento fondamentale dell'architettura delle istituzioni nei più importanti centri urbani, che sia all'altezza del ruolo politico-culturale della città. Questa volontà forte è espressa all'approvazione del progetto: si prospetta la "constructione dicti operis ad [...] ornamentum et commodum huius magnifice Comunitatis".

### Abbandono della Sala
L'abbandono del precedente edificio loggiato, che ospitava la Sala del Consiglio è dovuto a problemi di degrado strutturale, con le attività della Comunità di Padova che vengono spostate altrove. Quattro anni dopo l'abbandono forzato della sala c'é solo un programma vago e una prima suddivisione delle competenze per la ricostruzione, sotto il controllo del Maggior Consiglio.

### Scelta del modello: Annibale Maggi
Un significativo passo avanti viene compiuto il 25 febbraio 1496, quando vengono proposti al Consiglio, e successivamente messi ai voti, tre modelli: uno del maestro Lorenzo di Simone, uno del maestro Pietro Antonio da Lendinara e uno presentato da Annibale Maggi da Bassano.
La tradizione assegna ad Annibale la paternità del progetto per la nuova sede del Consiglio, ma analizzando le notizie sulla sua vita, nonostante la famiglia agiata e fortemente legata all’amministrazione cittadina, appare dubbio che Annibale, all'età di circa 70 anni, si scopra improvvisamente 'architetto'. Enzo Bandelloni rileva che, oltre ai verbali del Consiglio, non esistono altre fonti che possano far supporre che Annibale eserciti in prima persona un’attività professionale o dilettantistica legata all'architettura. 

### Costruzione
Alcuni importanti figure sono coinvolte nella fabbrica: Biasio Bigoio, un maestro muraro ferrarese, Lorenzo di Simone, anch’egli muraro, Bastiano e suo figlio Martino, a capo di una bottega di tayapiera, oltre a marangoni, fabbri, terrazzari, tra cui Daniele dal Terrazzo, e alcuni proti veneziani.
Annibale segue la realizzazione fino alla sua morte, nel 1504, sebbene sia doveroso far notare come non sia possibile individuare un protomagistro, cioè il termine che, nei documenti del tempo, individuava il responsabile tecnico del coordinamento globale degli interventi: i maestri hanno svolto il loro lavoro coordinati nei tempi ma in reciproca autonomia. Inoltre bisogna ricordare che ogni decisione della fabbrica veniva sottoposta al vaglio di un collegio dei committenti, i cui componenti erano scelti tra i membri del Consiglio Civico

#### Prima fase dei lavori (1498 - 1509)
Nel 1498 vengono tracciate le fondamenta della fabbrica Durante questo periodo la fabbrica procede spedita, sebbene non manchino discussioni riguardanti il progetto. Per risolvere le questioni il Consiglio si affida ai Rettori Veneziani, ai Deputati e ai Soprastanti e si può notare, tra i vari nomi coinvolti, personaggi di spicco della Padova del tempo, come Paolo Trevisan Podestà o Jacopo Zabarella. Il cantiere prosegue sino allo scoppio della guerra della lega di Cambrai il Palazzo si trova nel pieno della sua costruzione.

#### Ampliamento della loggia (1516 - 1524)
Tra il 1509 e il 1518 Padova attraversa un complesso periodo di assestamento, durante il quale la guerra fa da padrona: nel giugno 1509 la città si schiera contro la Dominante, ma Venezia, nel luglio dello stesso anno, la conquista e saccheggia, eliminando, di fatto, gran parte degli esponenti della Comunità compromessi. I lavori vengono ripresi già dal 1516, seppur lentamente e finalmente nel 1517 viene eretta la loggia, sotto la sovraintendenza di due cittadini: Marsilio Papafava e Giovanni Rosso. Secondo il Rusconi la realizzazione degli elementi decorativi del loggiato si colloca attorno al 1524, ad opera di Giovanni Minello, affermato scultore padovano attivo in quel periodo.

#### Conclusione dei lavori (1525 - 1536)
Nel 1526 la Sala diventa agibile, ma il cantiere non si conclude prima del 1536. In questo periodo, oltre agli elementi decorativi della facciata, la cui parte più imponente è la balaustra in pietra d'Istria, si procede con la pittura della sala interna, commissionata al bolognese Pier Antonio Torri. L'ultima realizzazione degna di nota è la sostituzione della scalinata di accesso alla loggia (una prima scalinata era stata realizzata nel 1519), portata a termine da Piero Tagliapietra in Venezia.

### Modifiche successive
Attorno al 1634, sul retro del loggiato, si ricava uno spazio per ospitare la Camera del Pegni. L'edificio del Consiglio viene progressivamente interessato da interventi minori: la copertura in laterizio viene sostituita con un manto in piombo, nel 1667 sono realizzati gli affreschi nella sala centrale e si elimina il camino al centro della parete posteriore. Nella seconda metà del '700 viene sostituita la scalinata d'accesso al loggiato, modificandone le dimensioni. Dagli inizi dell'Ottocento l'edificio perde ogni valenza politica e amministrativa. Utilizzato come comando militare durante la dominazione austriaca (1813-1848), da cui la denominazione di 'Gran Guardia', torna al Comune dal 1866 e da allora è destinato ad eventi culturali.

## Descrizione

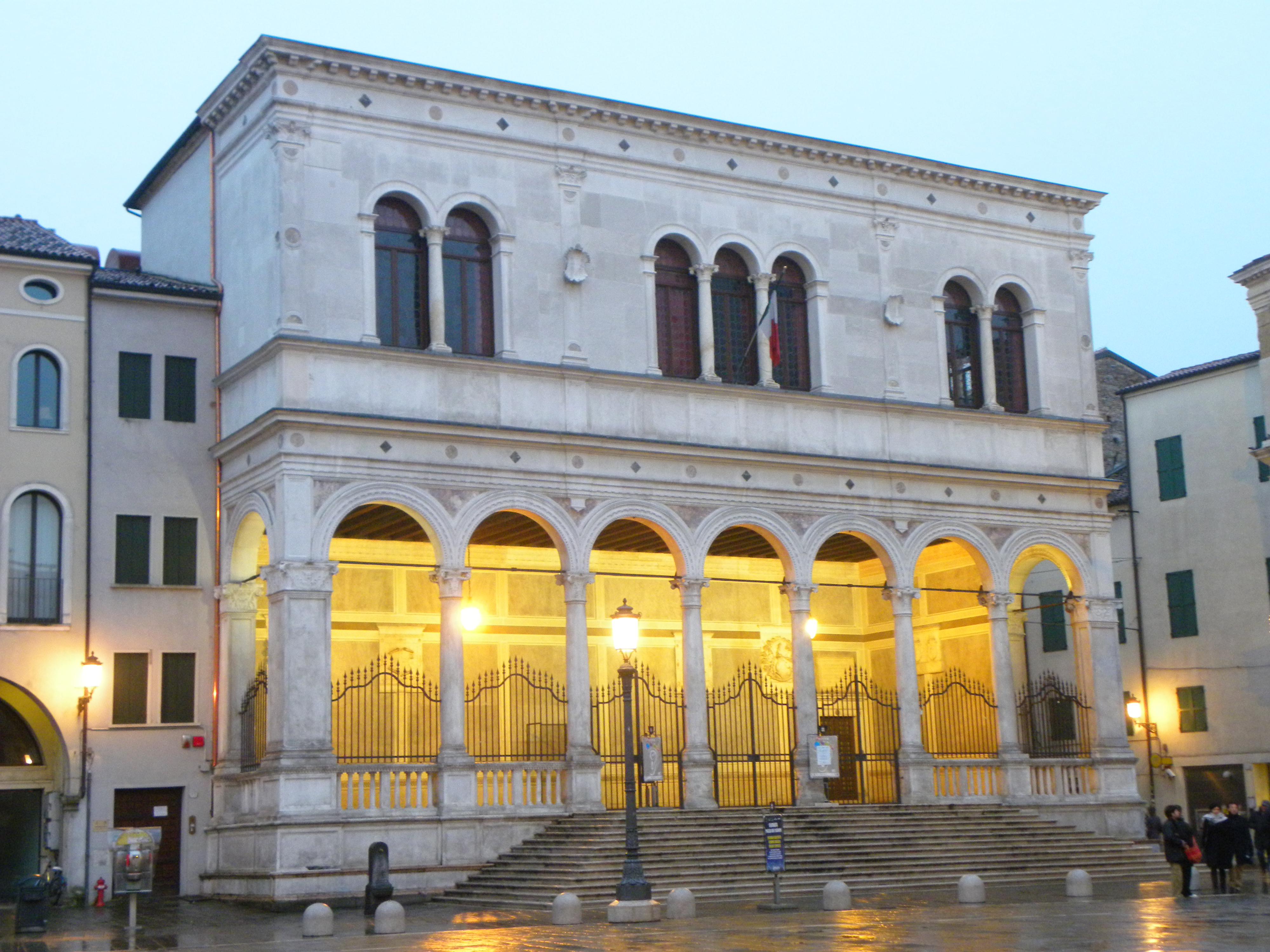
Facciata della Loggia del Consiglio

### Suddivisione degli ambienti

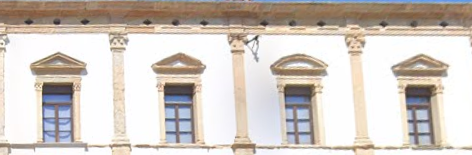
Coronamento del Palazzo del Monte di Pietà di Falconetto

L’edificio è costruito attorno ad un’unica grande scalinata che accede direttamente alla sala per le riunioni del Maggior Consiglio della Città. L’ambiente superiore è spazioso, contornato da affreschi del XVII secolo. Dal pianerottolo intermedio dello scalone si apre un’altra rampa di scale che permetteva a Rettori, Consiglieri e Deputati di accedere a due ambienti di servizio adiacenti alla sala principale, utilizzati come luogo di raduno dei funzionari prima e dopo le riunioni, e forniti di servizi igienici.

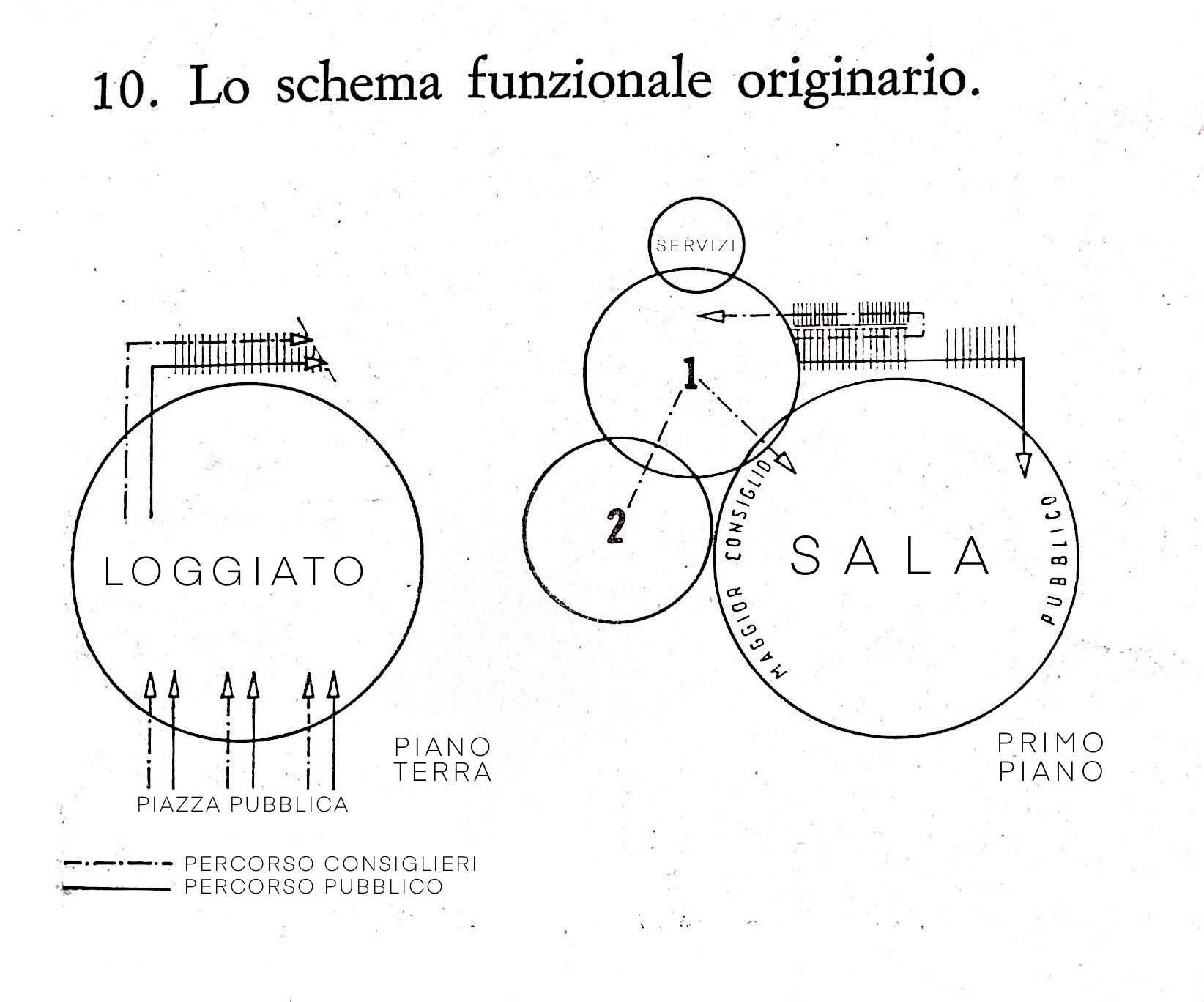
Schema funzionale della Loggia

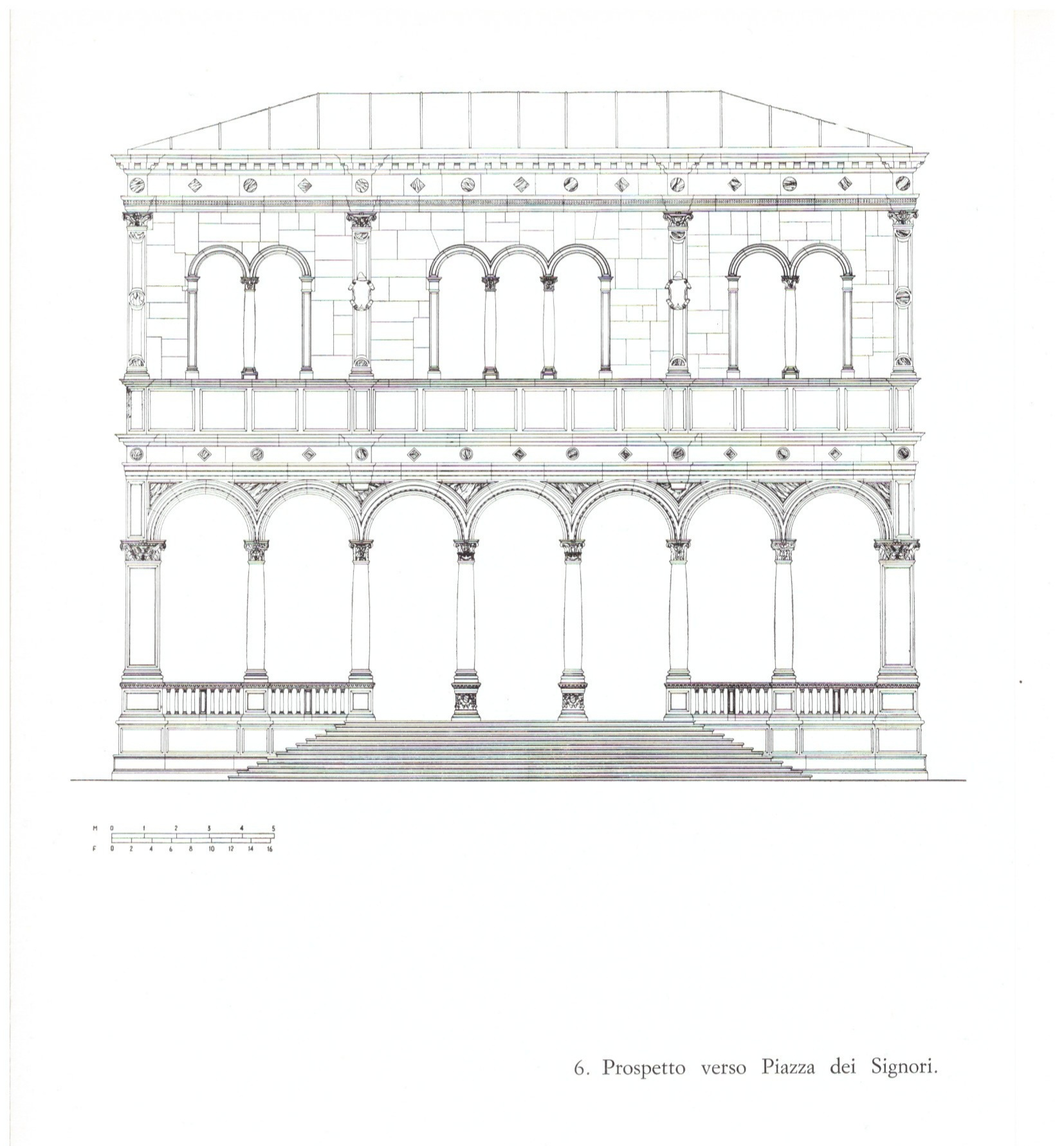
Fronte principale

La loggia del Gran Consiglio è l’edificio d’angolo fra la stretta via del Monte di Pietà e Piazza dei Signori e si compone perciò della facciata principale e di un fronte occidentale, più sobrio.

### Facciata principale
Realizzata interamente in pietra d’Istria, comprese le sculture dei capitelli e della balaustra, le colonne, le cornici e i fregi, si tratta di uno dei primi esempi patavini dove la pietra perde il suo carattere strutturale per trasformarsi in elemento decorativo. Infatti la sala è rivestita da un guscio marmoreo, costituito di lastre poste in opera con estrema libertà e sagomate approssimativamente. Accanto alla gradinata di accesso alla loggia si diparte un sedile sporgente in marmo rosso di Verona.

#### Apporto di Giovanni Maria Falconetto
Interessante è la partitura decorativa ed il coronamento dell’edificio: si può notare lo stesso motivo a cerchi e losanghe che sarà ripreso da Giovanni Maria Falconetto al Monte di Pietà (1533) e da questo particolare il Bandelloni sostiene il fondamentale apporto dell’architetto alla Loggia. Studi più recenti hanno indebolito quest'ipotesi suggestiva. Molto forte è l'influenza esercitata da alcuni edifici contemporanei, come lo scalone di Mauro Coducci nella scuola di San Giovanni Evangelista a Venezia (1498).

### Fronte secondario
In contrasto con la facciata sulla piazza, il lato occidentale presenta un marcato stacco fra la pietra d’Istria e un fitto e piatto bugnato in trachite euganea. Al di sopra dello zoccolo, questa massa grigia è ingentilita da una sottile cordellina bianca.

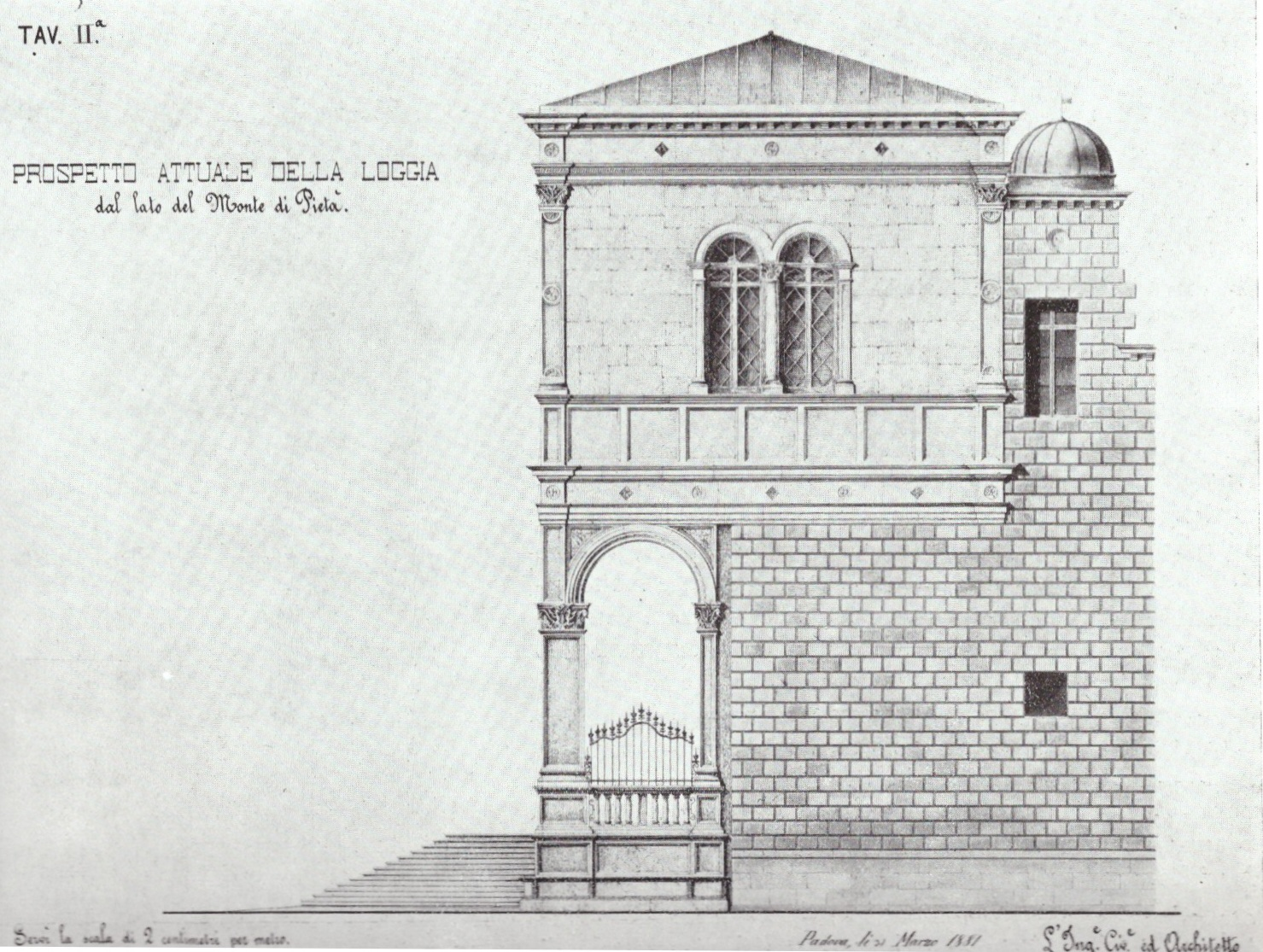
Fronte verso via del Monte di Pietà